# Драгалина, Корнелиу
Корнелиу Драгалина (рум. Corneliu Dragalina ; 5 февраля 1887, Карансебеш — 11 июля 1949 , Бухарест) — румынский военный деятель, корпусной генерал. Кавалер Рыцарского креста Железного креста (9 августа 1942).

## Биография
Сын генерала Иона Драгалина, погибшего во время Первой мировой войны. Окончил артиллерийскую военную школу в Бухаресте (1905—1907) и Высшее военное училище (1919—1921).
С 1910 года — лейтенант, с 1915 года — капитан 4-го артиллерийского полка, с которым участвовал в Румынской кампании (1916—1917), командовал одной из немногих тяжелых артиллерийских батарей румынской армии. Его полк в составе 19-й стрелковой дивизии упорно сражался на фронте в Добрудже.
С 1917 года — майор, подполковник — с 1920 года, полковник — с 1928 году, в 1935 году стал бригадным генералом. Генерал- майор — с июня 1940 года.
Участник Второй мировой войны. С 1 января 1940 до 1942 года — командир 6-го армейского корпуса, во главе которого участвовал в боях на советско-германском фронте. С октября 1941 года принял участие в заключительном этапе битвы за Одессу, сражался в северном секторе. Затем ненадолго был направлен на Крымский участок. Весной 1942 г. его 6-й армейский корпус двинулся на фронт к югу от Изюма. Под его командованием находились 4 румынские пехотные дивизии (1, 2, 4 и 20), которые прибыли в этот район во время советского зимнего контрнаступления. В мае 1942 года генерал Корнелиу Драгалина отличился, руководя войсками во время второй битвы за Харьков. Румынские войска взяли тогда около 26 400 военнопленных, а также большое количество легких танков Т-60, первых образцов Т-34 и КВ-1, захваченных в целости и сохранности. Во время этих операций 6-й корпус потерял 2983 человека.
Во время немецкого летнего наступления генерал Драгалина был подчинен 1-й танковой армии. 6-й корпус должен был действовать одновременно с наступающими немецкими моторизованными частями. 22 июня он форсировал реку Донец и продолжил наступление в сторону Дона. За 20 дней его корпус преодолел более 450 км. С 19 июля 6-й корпус был подчинён 4-й танковой армии, которая участвовала в форсировании реки Дон. В начале сентября генерал Драгалина и его корпус переброшен на позиции к югу от Сталинграда. Участвовал в Сталинградской битве, где его корпус был разгромлен в первые три дня советского контрнаступления (Операция «Уран»).
В 1943 году недолго исполнял обязанности командующего 3-й армии.
В 1943—1944 году — генерал-губернатор оккупированной Румынией Буковины.
После того, как Красная Армия освободила Буковину в марте 1944 года и падения режима Антонеску переведен в резерв Министерства обороны. Вскоре вернулся в качестве генерального инспектора механизированных войск с ноября 1944 года по март 1945 года, когда окончательно уволен в отставку.
Умер 11 июля 1949 года в Бухаресте, избежав преследований со стороны нового коммунистического режима.

## Награды
- Орден Михая Храброго 3-го класса (11 ноября 1916)
- Орден Михая Храброго 2-го класса (1 сентября 1942)
- Большой Офицерский Крест Ордена Короны Румынии со звездой
- Железный крест 1 класса и 2 класса
- Рыцарский крест Железного креста (9 августа 1942)
- Отмечен в Вермахтберихт (30 мая 1942)